# Philenora aspectatella
Philenora aspectatella är en fjärilsart som beskrevs av Edward Meyrick 1886. Philenora aspectatella ingår i släktet Philenora och familjen björnspinnare. Inga underarter finns listade i Catalogue of Life.